# Premier (Svizzera)
Premier (toponimo francese) è un comune svizzero di 196 abitanti del Canton Vaud, nel distretto del Jura-Nord vaudois.

## Storia

### Simboli
Lo stemma è stato adottato nel 1921. Lo sfondo dello scudo è ripreso dallo stemma dell'abbazia di Romainmôtier (partito: d'argento alla chiave di rosso, in palo, e di rosso alla spada alta d'argento), a cui storicamente apparteneva il villaggio. Il pruno (in francese prunier), è un'arma parlante con riferimento al nome del comune.

## Società

### Evoluzione demografica
L'evoluzione demografica è riportata nella seguente tabella:
Abitanti censiti

## Amministrazione
Ogni famiglia originaria del luogo fa parte del cosiddetto comune patriziale e ha la responsabilità della manutenzione di ogni bene ricadente all'interno dei confini del comune.